# 모스맨 (2010년 영화)
《모스맨》(Mothman)은 미국에서 제작된 쉘든 윌슨 감독의 2010년 공포, SF 영화이다. 쥬얼 스테이트 등이 주연으로 출연하였다. 2010년 4월 24일 Syfy에서 초연되었으며 2011년 10월 25일 DVD로 발매되었다.

## 출연

### 주연
- 쥬얼 스테이트
- 코너 폭스
- 수지 애브로메잇

### 조연
- 매티 페라로
- 제리 레기오
- T.W. 레쉬너
- 제시카 에린 실비아
- 케넌 켑퍼